# Hrozňatov
Hrozňatov (németül: Kinsberg) Cheb településrésze Csehországban a Karlovy Vary-i kerület Chebi járásában. Cheb városától 6,5 km-re délre fekszik. A 2001-es népszámlálási adatok szerint 99 lakóháza és 169 lakosa van.

## Nevezetességek
- Loretto kápolna